# آوای برون‌سو
برون‌سو (egressive) ویژگی دسته‌ای از آواهای زبان است که در تولید آنها جریان هوا به سمت بیرون از آغازشگر است آواهای برون‌سو به سه دسته برون‌سوی ششی، برون‌سوی چاکنایی و برون‌سوی زبانی تقسیم می‌شوند.